# A través de Flandes 2023
L'A través de Flandes 2023 va ser la 77a edició de l'A través de Flandes. Es disputà el 29 de març de 2023 sobre un recorregut de 183,7 km amb sortida a Roeselare i arribada a Waregem. La cursa formava part de l'UCI World Tour 2023 amb una categoria 1.UWT.
El vencedor final fou el francès Christophe Laporte (Team Jumbo-Visma) que s'imposà en solitari en l'arribada final. Oier Lazkano (Team Movistar) i Neilson Powless (EF Education-EasyPost) completaren el podi.

## Equips participants
En aquesta edició hi van prendre part els divuit equips UCI WorldTeams i set equips continentals professionals que foren convidats a prendre-hi part, per completar un gran grup de 25 equips:
| WorldTeams (18)- AG2R Citroën Team - Alpecin-Deceuninck - Astana Qazaqstan Team - Bahrain Victorious - Bora-Hansgrohe - Cofidis - EF Education-EasyPost - Groupama-FDJ - Ineos Grenadiers - Intermarché-Circus-Wanty - Jumbo-Visma - Movistar Team - Soudal Quick-Step - Arkéa-Samsic - Team DSM - Team Jayco AlUla - Trek-Segafredo - UAE Team Emirates ProTeams (7)- Bingoal WB - Israel-Premier Tech - Lotto Dstny - Q36.5 Pro Cycling Team - Team Flanders-Baloise - TotalEnergies - Uno-X Pro Cycling Team |
| |

## Classificació final
| \| Classificació general \| Classificació general \| Classificació general \| Classificació general \| Classificació general \| \| Corredor \| Corredor \| Equip \| Temps \| \| \| --------------------- \| --------------------- \| --------------------- \| --------------------- \| --------------------- \| \| 1r \| Christophe Laporte \| Jumbo-Visma \| 4h 06' 20" \| \| \| 2n \| Oier Lazkano López \| Movistar Team \| + 15" \| \| \| 3r \| Neilson Powless \| EF Education-EasyPost \| + 15" \| \| \| 4t \| Jasper Philipsen \| Alpecin-Deceuninck \| + 15" \| \| \| 5è \| Mads Pedersen \| Trek-Segafredo \| + 15" \| \| \| 6è \| Arnaud De Lie \| Lotto Dstny \| + 15" \| \| \| 7è \| Davide Ballerini \| Soudal Quick-Step \| + 15" \| \| \| 8è \| Andrea Pasqualon \| Bahrain Victorious \| + 15" \| \| \| 9è \| Guillaume Boivin \| Israel-Premier Tech \| + 15" \| \| \| 10è \| Nils Politt \| Bora-Hansgrohe \| + 15" \| \| |                    |                       |            |
| |                    |                       |            |
| Font: ProCyclingStats |                    |                       |            |
| Classificació general |                    |                       |            |
| Corredor | Corredor           | Equip                 | Temps      |
| 1r | Christophe Laporte | Jumbo-Visma           | 4h 06' 20" |
| 2n | Oier Lazkano López | Movistar Team         | + 15"      |
| 3r | Neilson Powless    | EF Education-EasyPost | + 15"      |
| 4t | Jasper Philipsen   | Alpecin-Deceuninck    | + 15"      |
| 5è | Mads Pedersen      | Trek-Segafredo        | + 15"      |
| 6è | Arnaud De Lie      | Lotto Dstny           | + 15"      |
| 7è | Davide Ballerini   | Soudal Quick-Step     | + 15"      |
| 8è | Andrea Pasqualon   | Bahrain Victorious    | + 15"      |
| 9è | Guillaume Boivin   | Israel-Premier Tech   | + 15"      |
| 10è | Nils Politt        | Bora-Hansgrohe        | + 15"      |

## Llista de participants
| Alpecin-Deceuninck ADC | Alpecin-Deceuninck ADC      | Alpecin-Deceuninck ADC |
| ---------------------- | --------------------------- | ---------------------- |
| Núm                    | Ciclista                    | Pos                    |
| 1                      | Jasper Philipsen (BEL)      | 4t                     |
| 2                      | Quinten Hermans (BEL)       | 30è                    |
| 3                      | Dries De Bondt (BEL)        | 58è                    |
| 4                      | Edward Planckaert (BEL)     | 31è                    |
| 5                      | Robbe Ghys (BEL)            | 120è                   |
| 6                      | Ramon Sinkeldam (NED)       | 64è                    |
| 7                      | Fabio Van den Bossche (BEL) | 133è                   |

| AG2R Citroën Team ACT | AG2R Citroën Team ACT   | AG2R Citroën Team ACT |
| --------------------- | ----------------------- | --------------------- |
| Núm                   | Ciclista                | Pos                   |
| 11                    | Greg Van Avermaet (BEL) | 89è                   |
| 12                    | Pierre Gautherat (FRA)  | DNF                   |
| 13                    | Lawrence Naesen (BEL)   | DNF                   |
| 14                    | Oliver Naesen (BEL)     | 84è                   |
| 15                    | Damien Touzé (FRA)      | 90è                   |
| 16                    | Alan Retailleau (FRA)   | 136è                  |
| 17                    | Stan Dewulf (BEL)       | 13è                   |

| Astana Qazaqstan Team AST | Astana Qazaqstan Team AST     | Astana Qazaqstan Team AST |
| ------------------------- | ----------------------------- | ------------------------- |
| Núm                       | Ciclista                      | Pos                       |
| 21                        | Igor Chzhan (KAZ)             | DNF                       |
| 22                        | Ievgueni Guiditx (KAZ) (ruta) | DNF                       |
| 23                        | Yevgeniy Fedorov (KAZ)        | 100è                      |
| 24                        | Dmitri Grúzdev (KAZ)          | 119è                      |
| 25                        | Nurbergen Nurlykhassym (KAZ)  | DNF                       |
| 26                        | Martin Laas (EST)             | DNF                       |
| 27                        | Gleb Syrica                   | 99è                       |

| Bora-Hansgrohe BOH | Bora-Hansgrohe BOH       | Bora-Hansgrohe BOH |
| ------------------ | ------------------------ | ------------------ |
| Núm                | Ciclista                 | Pos                |
| 31                 | Nils Politt (GER) (ruta) | 10è                |
| 32                 | Shane Archbold (NZL)     | DNF                |
| 33                 | Patrick Gamper (AUT)     | 117è               |
| 34                 | Marco Haller (AUT)       | 44è                |
| 35                 | Jonas Koch (GER)         | 75è                |
| 36                 | Danny van Poppel (NED)   | 18è                |
| 37                 | Jordi Meeus (BEL)        | 37è                |

| Bahrain Victorious TBV | Bahrain Victorious TBV | Bahrain Victorious TBV |
| ---------------------- | ---------------------- | ---------------------- |
| Núm                    | Ciclista               | Pos                    |
| 41                     | Andrea Pasqualon (ITA) | 8è                     |
| 42                     | Matevž Govekar (SLO)   | DNF                    |
| 43                     | Filip Maciejuk (POL)   | 70è                    |
| 44                     | Kamil Gradek (POL)     | DNF                    |
| 45                     | Dušan Rajović (SRB)    | 55è                    |
| 46                     | Cameron Scott (AUS)    | 116è                   |
| 47                     | Fred Wright (GBR)      | 19è                    |

| UAE Team Emirates UAD | UAE Team Emirates UAD      | UAE Team Emirates UAD |
| --------------------- | -------------------------- | --------------------- |
| Núm                   | Ciclista                   | Pos                   |
| 51                    | Pascal Ackermann (GER)     | DNF                   |
| 52                    | Sjoerd Bax (NED)           | 72è                   |
| 53                    | Mikkel Bjerg (DEN)         | 37è                   |
| 54                    | Ryan Gibbons (RSA)         | 107è                  |
| 55                    | Vegard Stake Laengen (NOR) | 79è                   |
| 56                    | Matteo Trentin (ITA)       | 17è                   |
| 57                    | Tim Wellens (BEL)          | 42è                   |

| Jumbo-Visma TJV | Jumbo-Visma TJV          | Jumbo-Visma TJV |
| --------------- | ------------------------ | --------------- |
| Núm             | Ciclista                 | Pos             |
| 61              | Edoardo Affini (ITA)     | DNF             |
| 62              | Tiesj Benoot (BEL)       | 26è             |
| 63              | Olav Kooij (NED)         | DNF             |
| 64              | Timo Roosen (NED)        | 74è             |
| 65              | Tosh Van der Sande (BEL) | 94è             |
| 66              | Tim Van Dijke (NED)      | 122è            |
| 67              | Christophe Laporte (FRA) | 1r              |

| Ineos Grenadiers IGD | Ineos Grenadiers IGD         | Ineos Grenadiers IGD |
| -------------------- | ---------------------------- | -------------------- |
| Núm                  | Ciclista                     | Pos                  |
| 71                   | Thomas Pidcock (GBR)         | 11è                  |
| 72                   | Kim Heiduk (GER)             | 115è                 |
| 73                   | Jhonatan Narváez Prado (ECU) | 32è                  |
| 74                   | Filippo Ganna (ITA)          | 91è                  |
| 75                   | Ben Turner (GBR)             | 80è                  |
| 76                   | Magnus Sheffield (USA)       | 52è                  |
| 77                   | Connor Swift (GBR)           | 73è                  |

| Soudal Quick-Step SOQ | Soudal Quick-Step SOQ    | Soudal Quick-Step SOQ |
| --------------------- | ------------------------ | --------------------- |
| Núm                   | Ciclista                 | Pos                   |
| 81                    | Julian Alaphilippe (FRA) | 29è                   |
| 82                    | Davide Ballerini (ITA)   | 7è                    |
| 83                    | Jannik Steimle (GER)     | 102è                  |
| 84                    | Bert Van Lerberghe (BEL) | 85è                   |
| 85                    | Tim Merlier (BEL) (ruta) | DNF                   |
| 86                    | Casper Pedersen (DEN)    | 63è                   |
| 87                    | Stan Van Tricht (BEL)    | 54è                   |

| Groupama-FDJ GFC | Groupama-FDJ GFC       | Groupama-FDJ GFC |
| ---------------- | ---------------------- | ---------------- |
| Núm              | Ciclista               | Pos              |
| 91               | Stefan Küng (SUI)      | 23è              |
| 92               | Lewis Askey (GBR)      | 50è              |
| 93               | Kevin Geniets (LUX)    | 142è             |
| 94               | Olivier Le Gac (FRA)   | 24è              |
| 95               | Fabian Lienhard (SUI)  | 76è              |
| 96               | Valentin Madouas (FRA) | 28è              |
| 97               | Jake Stewart (GBR)     | 88è              |

| Trek-Segafredo TFS | Trek-Segafredo TFS         | Trek-Segafredo TFS |
| ------------------ | -------------------------- | ------------------ |
| Núm                | Ciclista                   | Pos                |
| 101                | Mads Pedersen (DEN)        | 5è                 |
| 102                | Emīls Liepiņš (LAT) (ruta) | 114è               |
| 103                | Mathias Vacek (CZE)        | 59è                |
| 104                | Daan Hoole (NED)           | 118è               |
| 105                | Alex Kirsch (LUX)          | 45è                |
| 106                | Jasper Stuyven (BEL)       | 34è                |
| 107                | Edward Theuns (BEL)        | 33è                |

| EF Education-EasyPost EFE | EF Education-EasyPost EFE   | EF Education-EasyPost EFE |
| ------------------------- | --------------------------- | ------------------------- |
| Núm                       | Ciclista                    | Pos                       |
| 111                       | Alberto Bettiol (ITA)       | NP                        |
| 112                       | Stefan Bissegger (SUI)      | DNF                       |
| 113                       | Thomas Scully (NZL)         | 96è                       |
| 114                       | Mikkel Frølich Honoré (DEN) | 22è                       |
| 115                       | Jonas Rutsch (GER)          | 51è                       |
| 116                       | Neilson Powless (USA)       | 3r                        |
| 117                       | Julius van den Berg (NED)   | 77è                       |

| Team Jayco AlUla JAY | Team Jayco AlUla JAY   | Team Jayco AlUla JAY |
| -------------------- | ---------------------- | -------------------- |
| Núm                  | Ciclista               | Pos                  |
| 121                  | Michael Matthews (AUS) | 20è                  |
| 122                  | Blake Quick (AUS)      | DNF                  |
| 123                  | Luka Mezgec (SLO)      | DNF                  |
| 124                  | Kelland O'Brien (AUS)  | 36è                  |
| 125                  | Zdeněk Štybar (CZE)    | DNF                  |
| 126                  | Luke Durbridge (AUS)   | 81è                  |
| 127                  | Elmar Reinders (NED)   | 121è                 |

| Movistar Team MOV | Movistar Team MOV                 | Movistar Team MOV |
| ----------------- | --------------------------------- | ----------------- |
| Núm               | Ciclista                          | Pos               |
| 131               | Fernando Gaviria Rendón (COL)     | 92è               |
| 132               | Vinicius Rangel Costa (BRA)       | 129è              |
| 133               | Mathias Norsgaard Jørgensen (DEN) | 46è               |
| 134               | Juri Hollmann (GER)               | 86è               |
| 135               | Oier Lazkano López (ESP)          | 2n                |
| 136               | Lluís Mas Bonet (ESP)             | DNF               |
| 137               | Iván Romeo Abad (ESP)             | 130è              |

| Team DSM DSM | Team DSM DSM          | Team DSM DSM |
| ------------ | --------------------- | ------------ |
| Núm          | Ciclista              | Pos          |
| 141          | John Degenkolb (GER)  | 15è          |
| 142          | Pavel Bittner (CZE)   | DNF          |
| 143          | Nils Eekhoff (NED)    | DNF          |
| 144          | Leon Heinschke (GER)  | 39è          |
| 145          | Sam Welsford (AUS)    | 113è         |
| 146          | Sean Flynn (GBR)      | 57è          |
| 147          | Kevin Vermaerke (USA) | NP           |

| Cofidis COF | Cofidis COF            | Cofidis COF |
| ----------- | ---------------------- | ----------- |
| Núm         | Ciclista               | Pos         |
| 151         | Piet Allegaert (BEL)   | 126è        |
| 152         | Simone Consonni (ITA)  | DNF         |
| 153         | Wesley Kreder (NED)    | 128è        |
| 154         | Christophe Noppe (BEL) | DNF         |
| 155         | Axel Zingle (FRA)      | 12è         |
| 156         | Alexis Renard (FRA)    | 103è        |
| 157         | Max Walscheid (GER)    | 98è         |

| Arkéa-Samsic ARK | Arkéa-Samsic ARK      | Arkéa-Samsic ARK |
| ---------------- | --------------------- | ---------------- |
| Núm              | Ciclista              | Pos              |
| 161              | Jenthe Biermans (BEL) | 104è             |
| 162              | David Dekker (NED)    | 123è             |
| 163              | Kévin Ledanois (FRA)  |                  |
| 164              | Matis Louvel (FRA)    | 25è              |
| 165              | Daniel McLay (GBR)    | 95è              |
| 166              | Luca Mozzato (ITA)    | 140è             |
| 167              | Andri Ponomar (UKR)   | NP               |

| Intermarché-Circus-Wanty ICW | Intermarché-Circus-Wanty ICW | Intermarché-Circus-Wanty ICW |
| ---------------------------- | ---------------------------- | ---------------------------- |
| Núm                          | Ciclista                     | Pos                          |
| 171                          | Aimé De Gendt (BEL)          | 97è                          |
| 172                          | Gerben Thijssen (BEL)        | 125è                         |
| 173                          | Hugo Page (FRA)              | 137è                         |
| 174                          | Baptiste Planckaert (BEL)    | 93è                          |
| 175                          | Taco van der Hoorn (NED)     | 65è                          |
| 176                          | Sven Erik Bystrøm (NOR)      | 62è                          |
| 177                          | Adrien Petit (FRA)           | DNF                          |

| Lotto Dstny LTD | Lotto Dstny LTD               | Lotto Dstny LTD |
| --------------- | ----------------------------- | --------------- |
| Núm             | Ciclista                      | Pos             |
| 181             | Arnaud De Lie (BEL)           | 6è              |
| 182             | Cedric Beullens (BEL)         | 112è            |
| 183             | Pascal Eenkhoorn (NED) (ruta) | 35è             |
| 184             | Jasper De Buyst (BEL)         | 41è             |
| 185             | Caleb Ewan (AUS)              | 83è             |
| 186             | Frederik Frison (BEL)         | 40è             |
| 187             | Sébastien Grignard (BEL)      | 78è             |

| Israel-Premier Tech IPT | Israel-Premier Tech IPT | Israel-Premier Tech IPT |
| ----------------------- | ----------------------- | ----------------------- |
| Núm                     | Ciclista                | Pos                     |
| 191                     | Sep Vanmarcke (BEL)     | DNF                     |
| 192                     | Hugo Houle (CAN)        | 87è                     |
| 193                     | Krists Neilands (LAT)   | 21è                     |
| 194                     | Guillaume Boivin (CAN)  | 9è                      |
| 195                     | Jens Reynders (BEL)     | DNF                     |
| 196                     | Tom Van Asbroeck (BEL)  | 49è                     |
| 197                     | Omer Goldstein (ISR)    | 68è                     |

| Uno-X Pro Cycling Team UXT | Uno-X Pro Cycling Team UXT   | Uno-X Pro Cycling Team UXT |
| -------------------------- | ---------------------------- | -------------------------- |
| Núm                        | Ciclista                     | Pos                        |
| 201                        | Alexander Kristoff (NOR)     | 27è                        |
| 202                        | Louis Bendixen (DEN)         | 82è                        |
| 203                        | Kristoffer Halvorsen (NOR)   | DNF                        |
| 204                        | William Blume Levy (DEN)     | 110è                       |
| 205                        | Martin Bugge Urianstad (NOR) | 56è                        |
| 206                        | Rasmus Tiller (NOR) (ruta)   | 43è                        |
| 207                        | Søren Wærenskjold (NOR)      | 14è                        |

| TotalEnergies TEN | TotalEnergies TEN          | TotalEnergies TEN |
| ----------------- | -------------------------- | ----------------- |
| Núm               | Ciclista                   | Pos               |
| 211               | Edvald Boasson Hagen (NOR) | 67è               |
| 212               | Dries Van Gestel (BEL)     | 16è               |
| 213               | Thomas Bonnet (FRA)        | 134è              |
| 214               | Sandy Dujardin (FRA)       | 61è               |
| 215               | Émilien Jeannière (FRA)    | 135è              |
| 216               | Geoffrey Soupe (FRA)       | NP                |
| 217               | Anthony Turgis (FRA)       | 138è              |

| Bingoal WB BWB | Bingoal WB BWB                 | Bingoal WB BWB |
| -------------- | ------------------------------ | -------------- |
| Núm            | Ciclista                       | Pos            |
| 221            | Guillaume Van Keirsbulck (BEL) | 109è           |
| 222            | Ceriel Desal (BEL)             | 105è           |
| 223            | Louis Blouwe (BEL)             | 101è           |
| 224            | Julian Mertens (BEL)           | 66è            |
| 225            | Ludovic Robeet (BEL)           | 131è           |
| 226            | Luca Van Boven (BEL)           | 69è            |
| 227            | Dorian de Maeght (BEL)         | DNF            |

| Q36.5 Pro Cycling Team Q36 | Q36.5 Pro Cycling Team Q36 | Q36.5 Pro Cycling Team Q36 |
| -------------------------- | -------------------------- | -------------------------- |
| Núm                        | Ciclista                   | Pos                        |
| 231                        | Jack Bauer (NZL)           | 108è                       |
| 232                        | Filippo Colombo (SUI)      | 60è                        |
| 233                        | Kamil Małecki (POL)        | 111è                       |
| 234                        | Alessandro Fedeli (ITA)    | 47è                        |
| 235                        | Matteo Moschetti (ITA)     | 139è                       |
| 236                        | Nicolò Parisini (ITA)      | 141è                       |
| 237                        | Nickolas Zukowsky (CAN)    | 48è                        |

| Team Flanders-Baloise TFB | Team Flanders-Baloise TFB | Team Flanders-Baloise TFB |
| ------------------------- | ------------------------- | ------------------------- |
| Núm                       | Ciclista                  | Pos                       |
| 241                       | Alex Colman (BEL)         | 71è                       |
| 242                       | Lindsay De Vylder (BEL)   | 53è                       |
| 243                       | Tuur Dens (BEL)           | 127è                      |
| 244                       | Gilles De Wilde (BEL)     | 106è                      |
| 245                       | Noah Vandenbranden (BEL)  | 132è                      |
| 246                       | Vincent Van Hemelen (BEL) | DNF                       |
| 247                       | Ward Vanhoof (BEL)        | 38è                       |

| Alpecin-Deceuninck ADC | Alpecin-Deceuninck ADC      | Alpecin-Deceuninck ADC |
| ---------------------- | --------------------------- | ---------------------- |
| Núm                    | Ciclista                    | Pos                    |
| 1                      | Jasper Philipsen (BEL)      | 4t                     |
| 2                      | Quinten Hermans (BEL)       | 30è                    |
| 3                      | Dries De Bondt (BEL)        | 58è                    |
| 4                      | Edward Planckaert (BEL)     | 31è                    |
| 5                      | Robbe Ghys (BEL)            | 120è                   |
| 6                      | Ramon Sinkeldam (NED)       | 64è                    |
| 7                      | Fabio Van den Bossche (BEL) | 133è                   |

| AG2R Citroën Team ACT | AG2R Citroën Team ACT   | AG2R Citroën Team ACT |
| --------------------- | ----------------------- | --------------------- |
| Núm                   | Ciclista                | Pos                   |
| 11                    | Greg Van Avermaet (BEL) | 89è                   |
| 12                    | Pierre Gautherat (FRA)  | DNF                   |
| 13                    | Lawrence Naesen (BEL)   | DNF                   |
| 14                    | Oliver Naesen (BEL)     | 84è                   |
| 15                    | Damien Touzé (FRA)      | 90è                   |
| 16                    | Alan Retailleau (FRA)   | 136è                  |
| 17                    | Stan Dewulf (BEL)       | 13è                   |

| Astana Qazaqstan Team AST | Astana Qazaqstan Team AST     | Astana Qazaqstan Team AST |
| ------------------------- | ----------------------------- | ------------------------- |
| Núm                       | Ciclista                      | Pos                       |
| 21                        | Igor Chzhan (KAZ)             | DNF                       |
| 22                        | Ievgueni Guiditx (KAZ) (ruta) | DNF                       |
| 23                        | Yevgeniy Fedorov (KAZ)        | 100è                      |
| 24                        | Dmitri Grúzdev (KAZ)          | 119è                      |
| 25                        | Nurbergen Nurlykhassym (KAZ)  | DNF                       |
| 26                        | Martin Laas (EST)             | DNF                       |
| 27                        | Gleb Syrica                   | 99è                       |

| Bora-Hansgrohe BOH | Bora-Hansgrohe BOH       | Bora-Hansgrohe BOH |
| ------------------ | ------------------------ | ------------------ |
| Núm                | Ciclista                 | Pos                |
| 31                 | Nils Politt (GER) (ruta) | 10è                |
| 32                 | Shane Archbold (NZL)     | DNF                |
| 33                 | Patrick Gamper (AUT)     | 117è               |
| 34                 | Marco Haller (AUT)       | 44è                |
| 35                 | Jonas Koch (GER)         | 75è                |
| 36                 | Danny van Poppel (NED)   | 18è                |
| 37                 | Jordi Meeus (BEL)        | 37è                |

| Bahrain Victorious TBV | Bahrain Victorious TBV | Bahrain Victorious TBV |
| ---------------------- | ---------------------- | ---------------------- |
| Núm                    | Ciclista               | Pos                    |
| 41                     | Andrea Pasqualon (ITA) | 8è                     |
| 42                     | Matevž Govekar (SLO)   | DNF                    |
| 43                     | Filip Maciejuk (POL)   | 70è                    |
| 44                     | Kamil Gradek (POL)     | DNF                    |
| 45                     | Dušan Rajović (SRB)    | 55è                    |
| 46                     | Cameron Scott (AUS)    | 116è                   |
| 47                     | Fred Wright (GBR)      | 19è                    |

| UAE Team Emirates UAD | UAE Team Emirates UAD      | UAE Team Emirates UAD |
| --------------------- | -------------------------- | --------------------- |
| Núm                   | Ciclista                   | Pos                   |
| 51                    | Pascal Ackermann (GER)     | DNF                   |
| 52                    | Sjoerd Bax (NED)           | 72è                   |
| 53                    | Mikkel Bjerg (DEN)         | 37è                   |
| 54                    | Ryan Gibbons (RSA)         | 107è                  |
| 55                    | Vegard Stake Laengen (NOR) | 79è                   |
| 56                    | Matteo Trentin (ITA)       | 17è                   |
| 57                    | Tim Wellens (BEL)          | 42è                   |

| Jumbo-Visma TJV | Jumbo-Visma TJV          | Jumbo-Visma TJV |
| --------------- | ------------------------ | --------------- |
| Núm             | Ciclista                 | Pos             |
| 61              | Edoardo Affini (ITA)     | DNF             |
| 62              | Tiesj Benoot (BEL)       | 26è             |
| 63              | Olav Kooij (NED)         | DNF             |
| 64              | Timo Roosen (NED)        | 74è             |
| 65              | Tosh Van der Sande (BEL) | 94è             |
| 66              | Tim Van Dijke (NED)      | 122è            |
| 67              | Christophe Laporte (FRA) | 1r              |

| Ineos Grenadiers IGD | Ineos Grenadiers IGD         | Ineos Grenadiers IGD |
| -------------------- | ---------------------------- | -------------------- |
| Núm                  | Ciclista                     | Pos                  |
| 71                   | Thomas Pidcock (GBR)         | 11è                  |
| 72                   | Kim Heiduk (GER)             | 115è                 |
| 73                   | Jhonatan Narváez Prado (ECU) | 32è                  |
| 74                   | Filippo Ganna (ITA)          | 91è                  |
| 75                   | Ben Turner (GBR)             | 80è                  |
| 76                   | Magnus Sheffield (USA)       | 52è                  |
| 77                   | Connor Swift (GBR)           | 73è                  |

| Soudal Quick-Step SOQ | Soudal Quick-Step SOQ    | Soudal Quick-Step SOQ |
| --------------------- | ------------------------ | --------------------- |
| Núm                   | Ciclista                 | Pos                   |
| 81                    | Julian Alaphilippe (FRA) | 29è                   |
| 82                    | Davide Ballerini (ITA)   | 7è                    |
| 83                    | Jannik Steimle (GER)     | 102è                  |
| 84                    | Bert Van Lerberghe (BEL) | 85è                   |
| 85                    | Tim Merlier (BEL) (ruta) | DNF                   |
| 86                    | Casper Pedersen (DEN)    | 63è                   |
| 87                    | Stan Van Tricht (BEL)    | 54è                   |

| Groupama-FDJ GFC | Groupama-FDJ GFC       | Groupama-FDJ GFC |
| ---------------- | ---------------------- | ---------------- |
| Núm              | Ciclista               | Pos              |
| 91               | Stefan Küng (SUI)      | 23è              |
| 92               | Lewis Askey (GBR)      | 50è              |
| 93               | Kevin Geniets (LUX)    | 142è             |
| 94               | Olivier Le Gac (FRA)   | 24è              |
| 95               | Fabian Lienhard (SUI)  | 76è              |
| 96               | Valentin Madouas (FRA) | 28è              |
| 97               | Jake Stewart (GBR)     | 88è              |

| Trek-Segafredo TFS | Trek-Segafredo TFS         | Trek-Segafredo TFS |
| ------------------ | -------------------------- | ------------------ |
| Núm                | Ciclista                   | Pos                |
| 101                | Mads Pedersen (DEN)        | 5è                 |
| 102                | Emīls Liepiņš (LAT) (ruta) | 114è               |
| 103                | Mathias Vacek (CZE)        | 59è                |
| 104                | Daan Hoole (NED)           | 118è               |
| 105                | Alex Kirsch (LUX)          | 45è                |
| 106                | Jasper Stuyven (BEL)       | 34è                |
| 107                | Edward Theuns (BEL)        | 33è                |

| EF Education-EasyPost EFE | EF Education-EasyPost EFE   | EF Education-EasyPost EFE |
| ------------------------- | --------------------------- | ------------------------- |
| Núm                       | Ciclista                    | Pos                       |
| 111                       | Alberto Bettiol (ITA)       | NP                        |
| 112                       | Stefan Bissegger (SUI)      | DNF                       |
| 113                       | Thomas Scully (NZL)         | 96è                       |
| 114                       | Mikkel Frølich Honoré (DEN) | 22è                       |
| 115                       | Jonas Rutsch (GER)          | 51è                       |
| 116                       | Neilson Powless (USA)       | 3r                        |
| 117                       | Julius van den Berg (NED)   | 77è                       |

| Team Jayco AlUla JAY | Team Jayco AlUla JAY   | Team Jayco AlUla JAY |
| -------------------- | ---------------------- | -------------------- |
| Núm                  | Ciclista               | Pos                  |
| 121                  | Michael Matthews (AUS) | 20è                  |
| 122                  | Blake Quick (AUS)      | DNF                  |
| 123                  | Luka Mezgec (SLO)      | DNF                  |
| 124                  | Kelland O'Brien (AUS)  | 36è                  |
| 125                  | Zdeněk Štybar (CZE)    | DNF                  |
| 126                  | Luke Durbridge (AUS)   | 81è                  |
| 127                  | Elmar Reinders (NED)   | 121è                 |

| Movistar Team MOV | Movistar Team MOV                 | Movistar Team MOV |
| ----------------- | --------------------------------- | ----------------- |
| Núm               | Ciclista                          | Pos               |
| 131               | Fernando Gaviria Rendón (COL)     | 92è               |
| 132               | Vinicius Rangel Costa (BRA)       | 129è              |
| 133               | Mathias Norsgaard Jørgensen (DEN) | 46è               |
| 134               | Juri Hollmann (GER)               | 86è               |
| 135               | Oier Lazkano López (ESP)          | 2n                |
| 136               | Lluís Mas Bonet (ESP)             | DNF               |
| 137               | Iván Romeo Abad (ESP)             | 130è              |

| Team DSM DSM | Team DSM DSM          | Team DSM DSM |
| ------------ | --------------------- | ------------ |
| Núm          | Ciclista              | Pos          |
| 141          | John Degenkolb (GER)  | 15è          |
| 142          | Pavel Bittner (CZE)   | DNF          |
| 143          | Nils Eekhoff (NED)    | DNF          |
| 144          | Leon Heinschke (GER)  | 39è          |
| 145          | Sam Welsford (AUS)    | 113è         |
| 146          | Sean Flynn (GBR)      | 57è          |
| 147          | Kevin Vermaerke (USA) | NP           |

| Cofidis COF | Cofidis COF            | Cofidis COF |
| ----------- | ---------------------- | ----------- |
| Núm         | Ciclista               | Pos         |
| 151         | Piet Allegaert (BEL)   | 126è        |
| 152         | Simone Consonni (ITA)  | DNF         |
| 153         | Wesley Kreder (NED)    | 128è        |
| 154         | Christophe Noppe (BEL) | DNF         |
| 155         | Axel Zingle (FRA)      | 12è         |
| 156         | Alexis Renard (FRA)    | 103è        |
| 157         | Max Walscheid (GER)    | 98è         |

| Arkéa-Samsic ARK | Arkéa-Samsic ARK      | Arkéa-Samsic ARK |
| ---------------- | --------------------- | ---------------- |
| Núm              | Ciclista              | Pos              |
| 161              | Jenthe Biermans (BEL) | 104è             |
| 162              | David Dekker (NED)    | 123è             |
| 163              | Kévin Ledanois (FRA)  |                  |
| 164              | Matis Louvel (FRA)    | 25è              |
| 165              | Daniel McLay (GBR)    | 95è              |
| 166              | Luca Mozzato (ITA)    | 140è             |
| 167              | Andri Ponomar (UKR)   | NP               |

| Intermarché-Circus-Wanty ICW | Intermarché-Circus-Wanty ICW | Intermarché-Circus-Wanty ICW |
| ---------------------------- | ---------------------------- | ---------------------------- |
| Núm                          | Ciclista                     | Pos                          |
| 171                          | Aimé De Gendt (BEL)          | 97è                          |
| 172                          | Gerben Thijssen (BEL)        | 125è                         |
| 173                          | Hugo Page (FRA)              | 137è                         |
| 174                          | Baptiste Planckaert (BEL)    | 93è                          |
| 175                          | Taco van der Hoorn (NED)     | 65è                          |
| 176                          | Sven Erik Bystrøm (NOR)      | 62è                          |
| 177                          | Adrien Petit (FRA)           | DNF                          |

| Lotto Dstny LTD | Lotto Dstny LTD               | Lotto Dstny LTD |
| --------------- | ----------------------------- | --------------- |
| Núm             | Ciclista                      | Pos             |
| 181             | Arnaud De Lie (BEL)           | 6è              |
| 182             | Cedric Beullens (BEL)         | 112è            |
| 183             | Pascal Eenkhoorn (NED) (ruta) | 35è             |
| 184             | Jasper De Buyst (BEL)         | 41è             |
| 185             | Caleb Ewan (AUS)              | 83è             |
| 186             | Frederik Frison (BEL)         | 40è             |
| 187             | Sébastien Grignard (BEL)      | 78è             |

| Israel-Premier Tech IPT | Israel-Premier Tech IPT | Israel-Premier Tech IPT |
| ----------------------- | ----------------------- | ----------------------- |
| Núm                     | Ciclista                | Pos                     |
| 191                     | Sep Vanmarcke (BEL)     | DNF                     |
| 192                     | Hugo Houle (CAN)        | 87è                     |
| 193                     | Krists Neilands (LAT)   | 21è                     |
| 194                     | Guillaume Boivin (CAN)  | 9è                      |
| 195                     | Jens Reynders (BEL)     | DNF                     |
| 196                     | Tom Van Asbroeck (BEL)  | 49è                     |
| 197                     | Omer Goldstein (ISR)    | 68è                     |

| Uno-X Pro Cycling Team UXT | Uno-X Pro Cycling Team UXT   | Uno-X Pro Cycling Team UXT |
| -------------------------- | ---------------------------- | -------------------------- |
| Núm                        | Ciclista                     | Pos                        |
| 201                        | Alexander Kristoff (NOR)     | 27è                        |
| 202                        | Louis Bendixen (DEN)         | 82è                        |
| 203                        | Kristoffer Halvorsen (NOR)   | DNF                        |
| 204                        | William Blume Levy (DEN)     | 110è                       |
| 205                        | Martin Bugge Urianstad (NOR) | 56è                        |
| 206                        | Rasmus Tiller (NOR) (ruta)   | 43è                        |
| 207                        | Søren Wærenskjold (NOR)      | 14è                        |

| TotalEnergies TEN | TotalEnergies TEN          | TotalEnergies TEN |
| ----------------- | -------------------------- | ----------------- |
| Núm               | Ciclista                   | Pos               |
| 211               | Edvald Boasson Hagen (NOR) | 67è               |
| 212               | Dries Van Gestel (BEL)     | 16è               |
| 213               | Thomas Bonnet (FRA)        | 134è              |
| 214               | Sandy Dujardin (FRA)       | 61è               |
| 215               | Émilien Jeannière (FRA)    | 135è              |
| 216               | Geoffrey Soupe (FRA)       | NP                |
| 217               | Anthony Turgis (FRA)       | 138è              |

| Bingoal WB BWB | Bingoal WB BWB                 | Bingoal WB BWB |
| -------------- | ------------------------------ | -------------- |
| Núm            | Ciclista                       | Pos            |
| 221            | Guillaume Van Keirsbulck (BEL) | 109è           |
| 222            | Ceriel Desal (BEL)             | 105è           |
| 223            | Louis Blouwe (BEL)             | 101è           |
| 224            | Julian Mertens (BEL)           | 66è            |
| 225            | Ludovic Robeet (BEL)           | 131è           |
| 226            | Luca Van Boven (BEL)           | 69è            |
| 227            | Dorian de Maeght (BEL)         | DNF            |

| Q36.5 Pro Cycling Team Q36 | Q36.5 Pro Cycling Team Q36 | Q36.5 Pro Cycling Team Q36 |
| -------------------------- | -------------------------- | -------------------------- |
| Núm                        | Ciclista                   | Pos                        |
| 231                        | Jack Bauer (NZL)           | 108è                       |
| 232                        | Filippo Colombo (SUI)      | 60è                        |
| 233                        | Kamil Małecki (POL)        | 111è                       |
| 234                        | Alessandro Fedeli (ITA)    | 47è                        |
| 235                        | Matteo Moschetti (ITA)     | 139è                       |
| 236                        | Nicolò Parisini (ITA)      | 141è                       |
| 237                        | Nickolas Zukowsky (CAN)    | 48è                        |

| Team Flanders-Baloise TFB | Team Flanders-Baloise TFB | Team Flanders-Baloise TFB |
| ------------------------- | ------------------------- | ------------------------- |
| Núm                       | Ciclista                  | Pos                       |
| 241                       | Alex Colman (BEL)         | 71è                       |
| 242                       | Lindsay De Vylder (BEL)   | 53è                       |
| 243                       | Tuur Dens (BEL)           | 127è                      |
| 244                       | Gilles De Wilde (BEL)     | 106è                      |
| 245                       | Noah Vandenbranden (BEL)  | 132è                      |
| 246                       | Vincent Van Hemelen (BEL) | DNF                       |
| 247                       | Ward Vanhoof (BEL)        | 38è                       |